# Dolomit (skała)

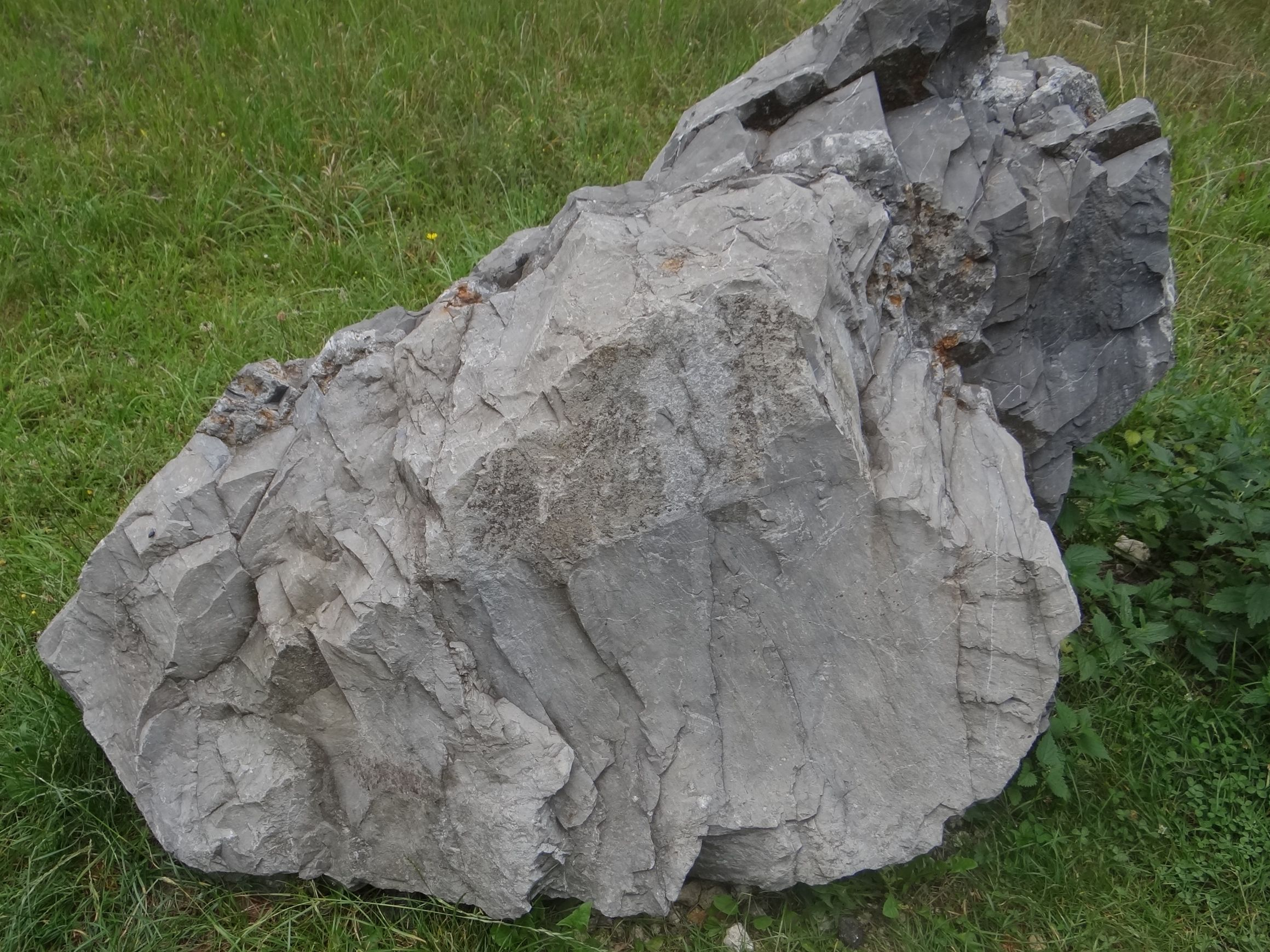
Dolomit dewoński z kamieniołomu w Dubiu

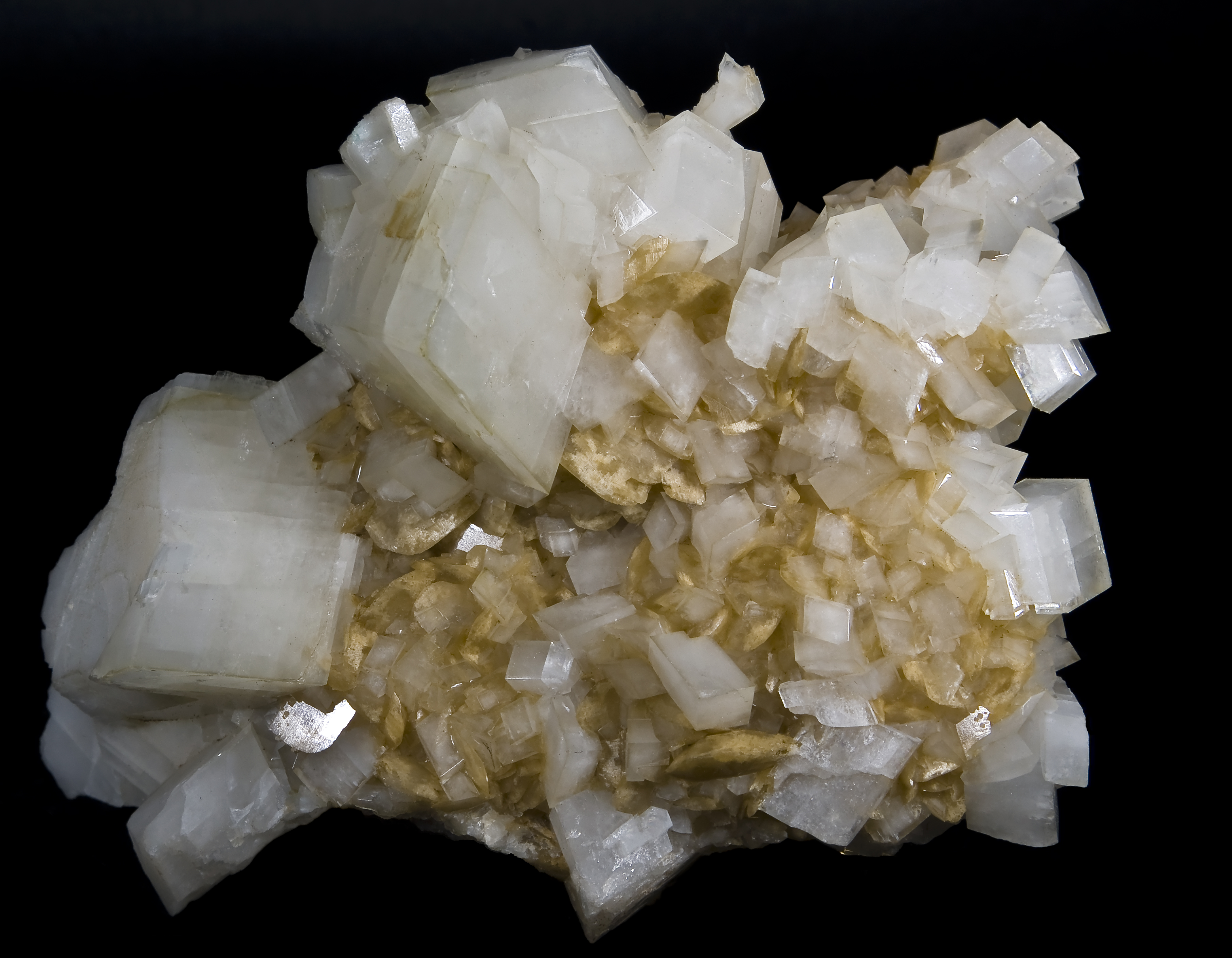
Krystaliczny marmur dolomityczny

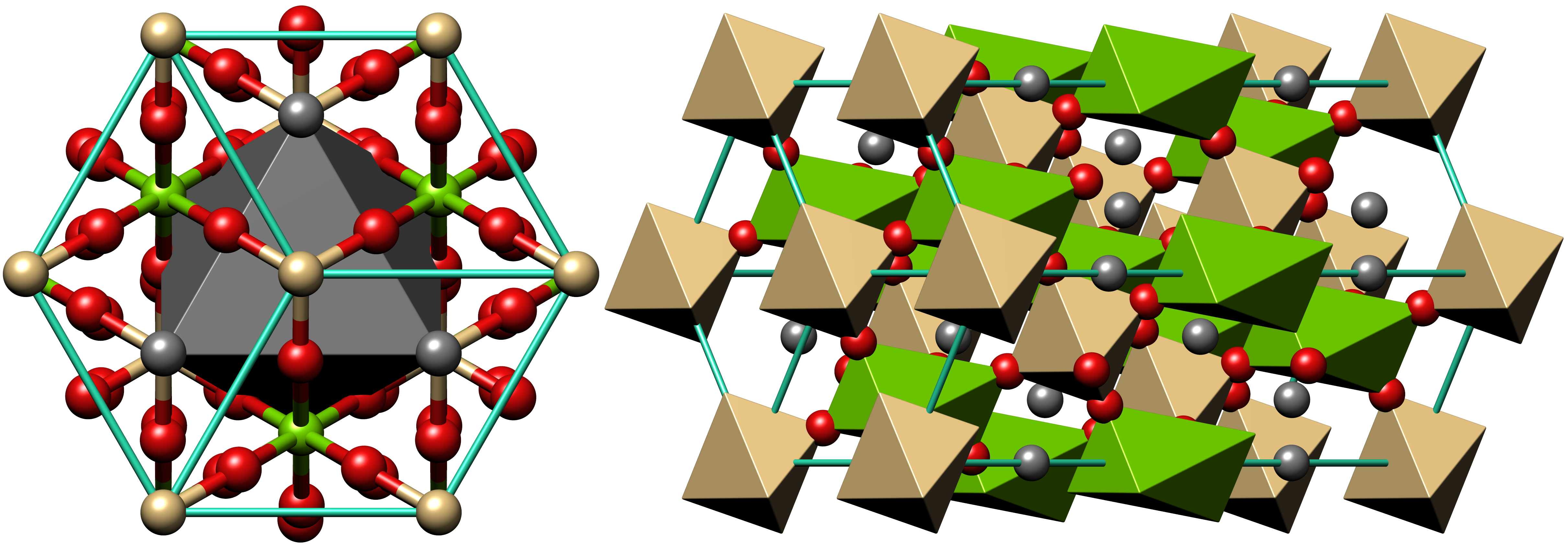
Struktura krystaliczna dolomitu

Dolomit – niemal monomineralna osadowa skała węglanowa, zbudowana głównie z minerału o tej samej nazwie.
Nazwa pochodzi od nazwiska francuskiego badacza Alp, mineraloga Deodata Dolomieu, który w 1791 r. po raz pierwszy wyodrębnił ten minerał.
Składają się głównie z minerału dolomitu (węglanu wapnia i magnezu – ponad 90%) i minerału kalcytu (węglanu wapnia), minerałów ilastych, kwarcu, markasytu, pirytu, i substancji bitumicznej. Często dolomity powstają kosztem wapieni w czasie procesu dolomityzacji. Makroskopowo przypomina on zbudowany głównie z węglanu wapnia – wapień. Jest od niego bardziej odporny na wietrzenie z powodu mniejszej rozpuszczalności minerału dolomitu od kalcytu.
W wyniku przeobrażenia skał osadowych – wapieni lub dolomitów, połączonego z rekrystalizacją minerałów wyjściowych, często wraz ze zmianą składu chemicznego (metasomatozą), powstały skały metamorficzne – marmury dolomityczne (dolomitowe).

## Właściwości
- ulega reakcji z kwasem solnym dopiero po sproszkowaniu,
- jest biały, szary żółtawy, brunatnoszary, niemal czarny,
- struktura – zwięzła, masywna, porowata, równo- lub nierównoziarnista,
- tekstura – bezkierunkowa, kierunkowa.

Rozróżnia się dolomit wtórny i pierwotny:
- Dolomit pierwotny powstaje w wyniku bezpośredniego wytrącenia się z wody morskiej. Jest on drobnoziarnisty i równoziarnisty.
- Dolomit wtórny powstaje w wyniku metasomatozy, czyli wypierania jednego składnika przez drugi. W tym przypadku wapń jest wypierany przez magnez. Dolomit wtórny jest gruboziarnisty i nierównoziarnisty.

## Występowanie
W świecie: Austria, Niemcy, Włochy, Słowenia, Szwajcaria, Rumunia, tereny dawniejszej Jugosławii, Kanada, USA, Meksyk,
W Polsce: występuje w Małopolsce – w Tatrach (Dolina Białego, Dolina Kościeliska, Dolina Chochołowska), w Górach Świętokrzyskich, duże wystąpienia są na Wyżynie Krakowsko-Wieluńskiej oraz na Dolnym Śląsku – w Sudetach (Masyw Śnieżnika, Krowiarki).

## Zastosowanie
- w czystej postaci jest wykorzystywany jako ruda magnezu (13,3% Mg, do lekkich stopów)
- materiał budowlany (do wytwarzania specjalnego cementu)
- materiał dekoracyjny
- surowiec dla przemysłu ceramicznego
- ma zastosowanie w metalurgii
- do produkcji materiałów ogniotrwałych
- do produkcji nawozów mineralnych (nawóz wapniowo-magnezowy do odkwaszania gleb)
- interesuje kolekcjonerów